# Petrolacosaurus kansensis
A Petrolacosaurus kansensis a hüllők (Reptilia) osztályának fosszilis Araeoscelidia rendjébe, ezen belül a Petrolacosauridae családjába tartozó faj.
Családjának és nemének eddig az egyetlen felfedezett faja.

## Tudnivalók
A Petrolacosaurus kansensis a legősibb, ismert diapsida. Az állat hossza 40 centiméter volt, és neki már kifejlődtek a halántékablakok, amelyekhez az állkapocsizmok rákapcsolódtak. A Petrolacosaurus a késő karbon korszakban élt, maradványait a Joggins rétegben találták meg. Ez a réteg 302 millió éves.  A legkorábbi hüllők étlapja valószínűleg kisebb rovarokból állt. A Petrolacosaurusnak szemfogszerű másodfogai voltak, ilyen fogak csak a therapszidáknál, és később az emlősöknél találhatók meg. Az állat megkövesedett maradványait Kansas államban fedezték fel.